# Endoskopowa cholangiopankreatografia wsteczna

Schemat badania ECPW

Wsteczna cholangiopankreatografia endoskopowa

Endoskopowa cholangiopankreatografia wsteczna, ECPW, ERCP (od ang. endoscopic retrograde cholangiopancreatography) – metoda diagnostyczna łącząca w sobie techniki endoskopowe i rentgenowskie.
Zabieg odbywa się w pracowni rentgenowskiej lub na stole operacyjnym umożliwiającym wykonywanie zdjęć lub skopii rentgenowskich. Endoskop (duodenoskop z tzw. skośną optyką) wprowadza się do części zstępującej dwunastnicy. Odnajduje się ujście przewodu żółciowego wspólnego na brodawce Vatera. Pod kontrolą wzroku wprowadza się do brodawki (często po jej uprzednim nacięciu, tak zwanej papillotomii) cewnik i podaje przez niego kontrast. W tym momencie wykonuje się skopię, obserwując wypełnianie się kontrastem dróg żółciowych i trzustkowych (w pierwszej kolejności przewodu trzustkowego). Badanie jest przydatne w diagnostyce żółtaczki, jatrogennych uszkodzeń dróg żółciowych, rozpoznawaniu raka dróg żółciowych.
Wykorzystując tę samą technikę można za pomocą cewnika zaopatrzonego w specjalny nóż elektryczny wykonać nacięcie brodawki Vatera (papillotomię). Pozwala to na swobodny odpływ żółci, co stanowi jeden z elementów leczenia ostrego żółciopochodnego zapalenia trzustki. Stosując tak zwany koszyk Dormia, można podczas wstecznej cholangiopankreatografii endoskopowej usunąć złogi z przewodu żółciowego wspólnego, pozostawione w czasie cholecystektomii lub pojawiające się tam samoistnie.